# Suliszów (Jedlina-Zdrój)
Suliszów (niem. Sophienau) – część miasta Jedlina-Zdrój, położona w województwie dolnośląskim, w powiecie wałbrzyskim.
W Suliszowie znajduje się przystanek kolejowy Jedlina-Zdrój na linii kolejowej z Kłodzka do Wałbrzycha. Przez dzielnicę przebiegają znakowane szlaki piesze: czerwony i niebieski.

## Podział administracyjny
W latach 1946–1954 Suliszów stanowił gromadę w gminie Jedlina Zdrój w powiecie wałbrzyskim w województwie wrocławskim. W związku z reformą administracyjną kraju jesienią 1954 wszedł w skład nowo utworzonej gromady Jedlina Zdrój. 13 listopada 1954, po pięciu tygodniach, gromadę Jedlina Zdrój zniesiono w związku z nadaniem jej statusu osiedla, przez co Suliszów stał się integralną częścią Jedliny-Zdroju. 1 stycznia 1967 osiedle Jedlina Zdrój otrzymało status miasta, w związku z czym Suliszów został obszarem miejskiem.